# Екентал
Екентал (њем. Eckental) град је у њемачкој савезној држави Баварска. Једно је од 25 општинских средишта округа Ерланген-Хехштат. Према процјени из 2010. у граду је живјело 14.055 становника. Посједује регионалну шифру (AGS) 9572121.

## Географски и демографски подаци
Екентал се налази у савезној држави Баварска у округу Ерланген-Хехштат. Град се налази на надморској висини од 350 метара. Површина општине износи 29,7 km². У самом граду је, према процјени из 2010. године, живјело 14.055 становника. Просјечна густина становништва износи 473 становника/km².

## Међународна сарадња
| Мјесто  | Држава    | Врста сарадње | Од    |
| ------- | --------- | ------------- | ----- |
| Амбазак | Француска | партнерство   | 1987. |
| Извор   |           |               |       |